# Hesperiden-Essig
Hesperiden-Essig (česky ocet Hesperidek) je výrobek rakouské společnosti Mautner Markhof Feinkost GmbH, který je vyráběn od roku 1927. Jedná se o směs  kvasného lihového octa (87 %), bílého vinného octa (10 %) a koncentrované jablečné šťávy (2,5 %).  Zbývající část výrobku tvoří látka E224 (disiřičitan draselný) a barvivo amoniakový karamel E150c. Výrobek obsahuje kyselinu octovou v koncentraci 7,5 %.
Výrobek je používán v rakouské kuchyni shodně jako ocet, například do bramborového nebo okurkového salátu.
Název výrobku je odvozen od mytologických Hesperidek, nymf, které střežily v nádherné zahradě jabloň bohyně Héry, plodící zlatá jablka. Ta bohům propůjčovala věčné mládí.